# Champ-sur-Drac
Champ-sur-Drac är en kommun i departementet Isère i regionen Auvergne-Rhône-Alpes i sydöstra Frankrike. Kommunen ligger i kantonen Vizille som tillhör arrondissementet Grenoble. År 2022 hade Champ-sur-Drac 3 344 invånare.

## Befolkningsutveckling
Antalet invånare i kommunen Champ-sur-Drac
Referens:INSEE